# Prinz Eugen
Prinz Eugen – niemiecki krążownik ciężki typu Admiral Hipper (wersja powiększona). Nazwa okrętu pochodzi od osoby austriackiego feldmarszałka z przełomu XVII i XVIII wieku, Eugeniusza Sabaudzkiego.
Zbudowany w 1937, do służby wszedł w 1940. W maju 1941 towarzyszył pancernikowi „Bismarck” w operacji „Rheinübung”. 24 maja 1941 wraz z „Bismarckiem” uczestniczył w bitwie z brytyjskimi okrętami „Hood” i „Prince of Wales”. Po bitwie i zatopieniu „Hooda”, „Prinz Eugen” (uszkodzony przez „Prince of Wales”) odłączył od „Bismarcka”, zawijając do Brestu z powodu problemów z maszynami. Podczas postoju w suchym doku w Breście, 2 lipca 1941 został trafiony dwiema bombami alianckimi.
W lutym 1942 wraz z pancernikami „Scharnhorst” i „Gneisenau” uczestniczył w operacji „Cerberus” – tj. powrocie dużych niemieckich okrętów przez kanał La Manche do Niemiec. Wkrótce potem stracił rufę po ataku brytyjskiego okrętu podwodnego HMS „Trident” i musiał udać się na remont do Kilonii. W latach 1942–1943 służył głównie na Bałtyku jako okręt szkolny. W 1944 został przebazowany do Finlandii.
Od października 1944 wspierał niemieckie oddziały walczące w Kurlandii. 15 października 1944 na północ od Helu zderzył się z krążownikiem „Leipzig”, odnosząc niewielkie uszkodzenia. Do kwietnia 1945 wspierał armię niemiecką w Prusach Wschodnich.
8 kwietnia 1945 udał się do Kopenhagi, gdzie w maju 1945 został przekazany Brytyjczykom. W grudniu 1945 przejęli go Amerykanie, którzy w 1946 wykorzystali go jako okręt-cel do prób z bronią jądrową na atolu Bikini (Able – atmosferyczny, 1 lipca 1946, Baker – podwodny, 25 lipca 1946). Okręt odniósł tylko nieznaczne uszkodzenia, później został odholowany i zatonął. Dopiero jesienią 2018 roku United States Navy rozpoczęła operację wypompowania skażonego radioaktywnie paliwa ze zbiorników krążownika.
Obecnie spoczywa częściowo zatopiony na atolu Kwajalein (Wyspy Marshalla) – pozycja wraku 8°45′09,85″N 167°40′59,16″E/8,752736 167,683100.
„Prinz Eugen” był jedynym dużym niemieckim okrętem, który przetrwał wojnę.

## Galeria

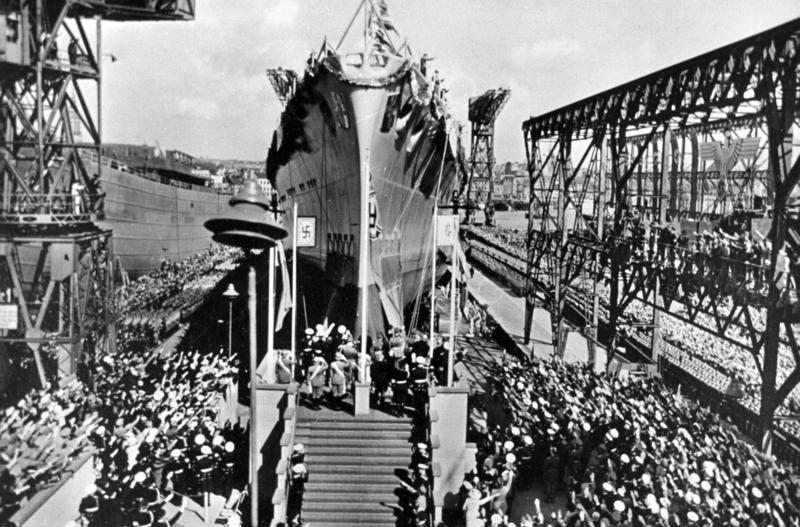
Wodowanie ciężkiego krążownika „Prinz Eugen” w 1938 r. w Kilonii
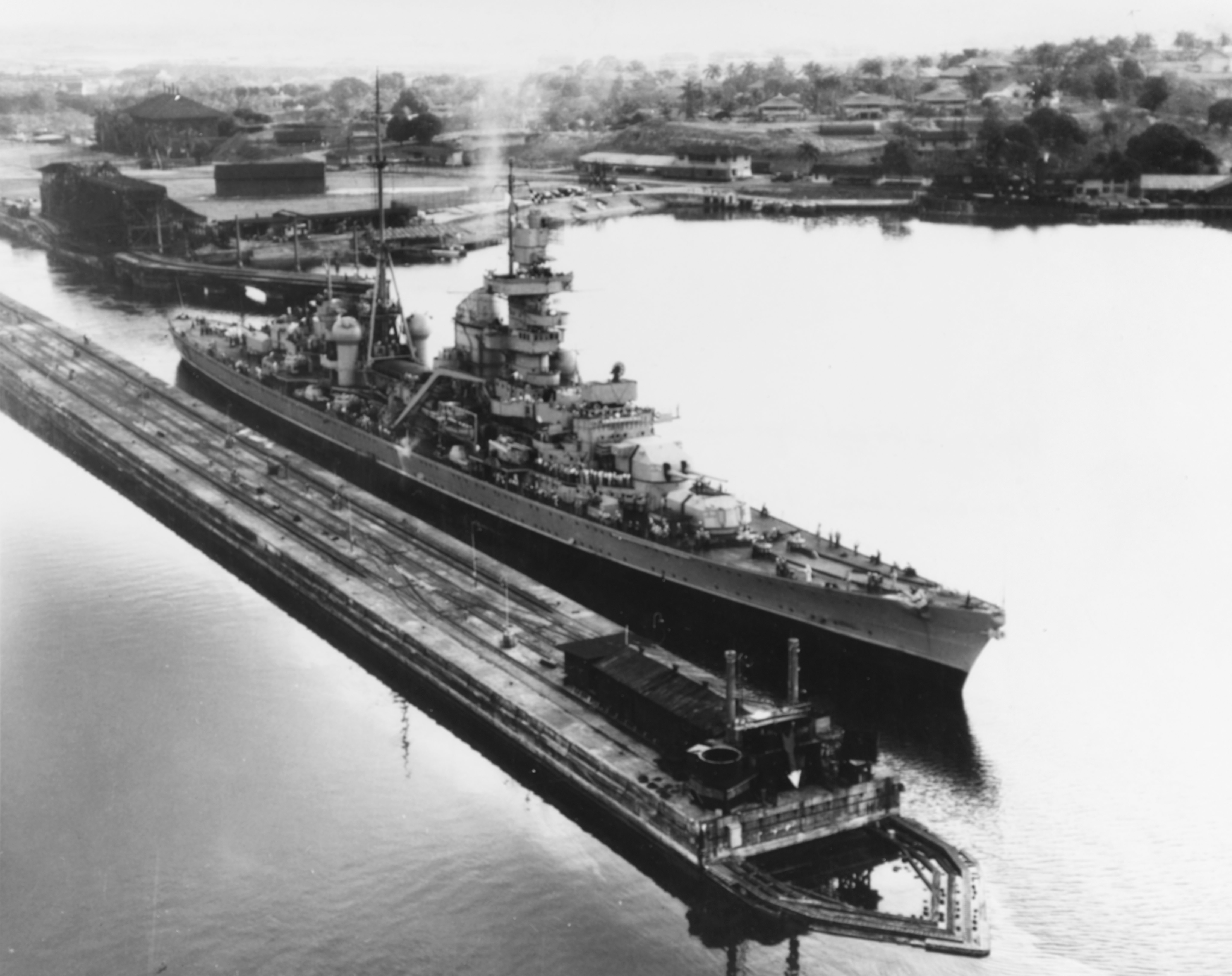
Ciężki krążownik „Prinz Eugen” w trakcie śluzowania przez Kanał Panamski w marcu 1946 r. w drodze na próby atomowe na atolu Bikini
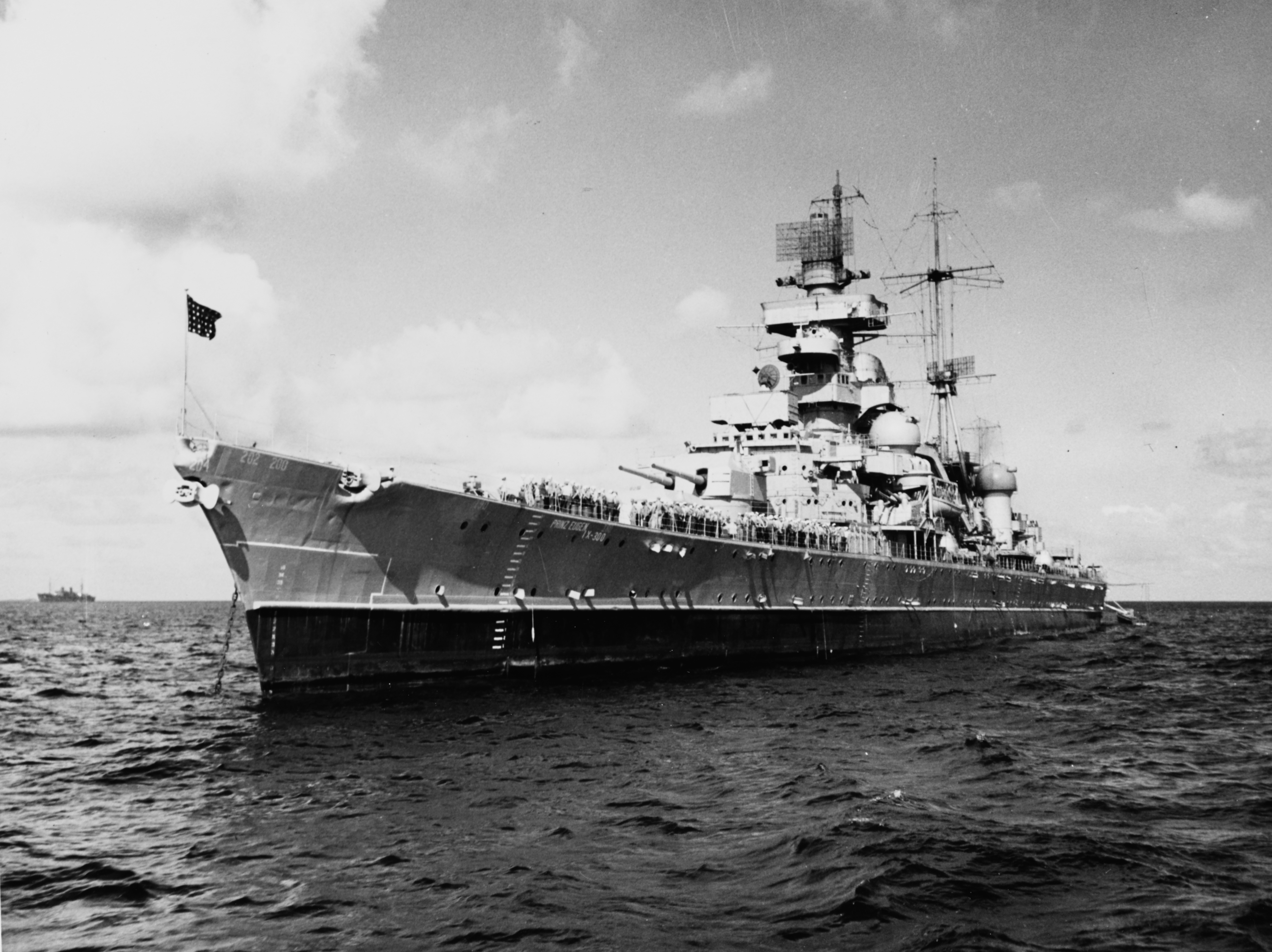
Ciężki krążownik „Prinz Eugen” na kotwicy w trakcie prób atomowych na atolu Bikini
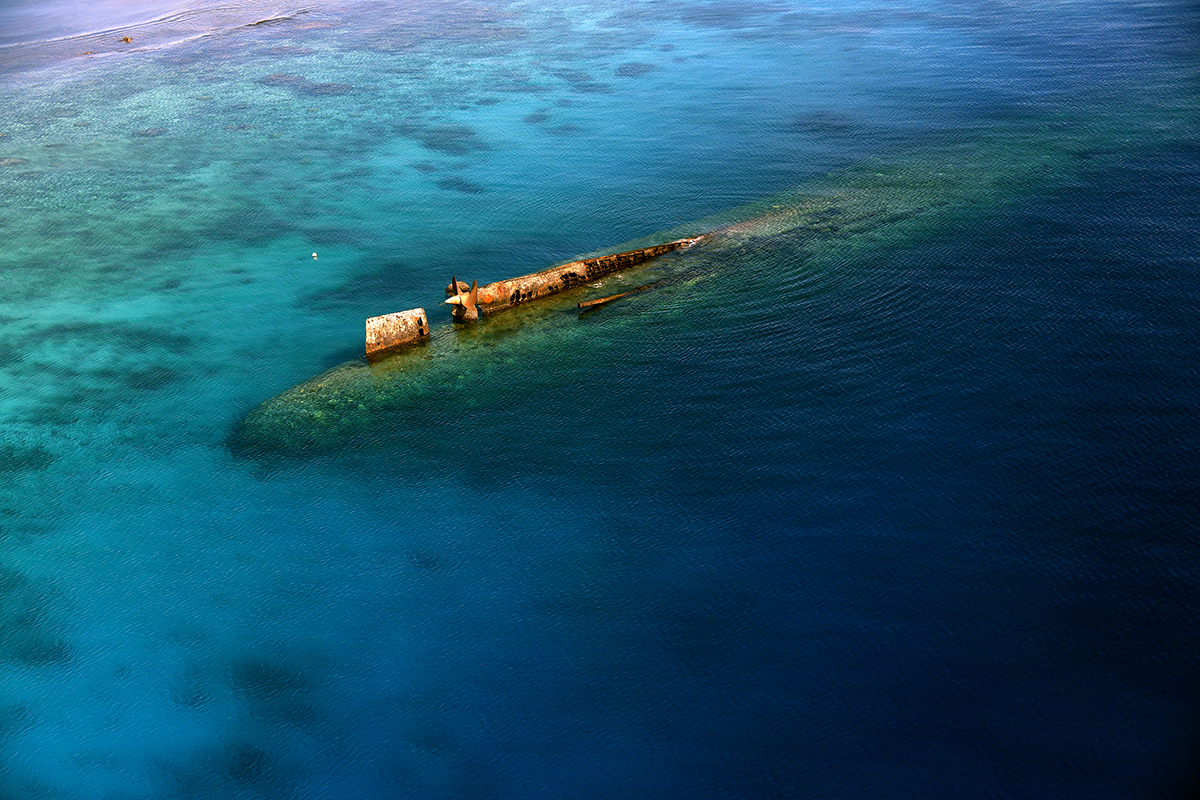
Zdjęcie lotnicze wraku zatopionego ciężkiego krążownika „Prinz Eugen”, stan na lipiec 2018 r.
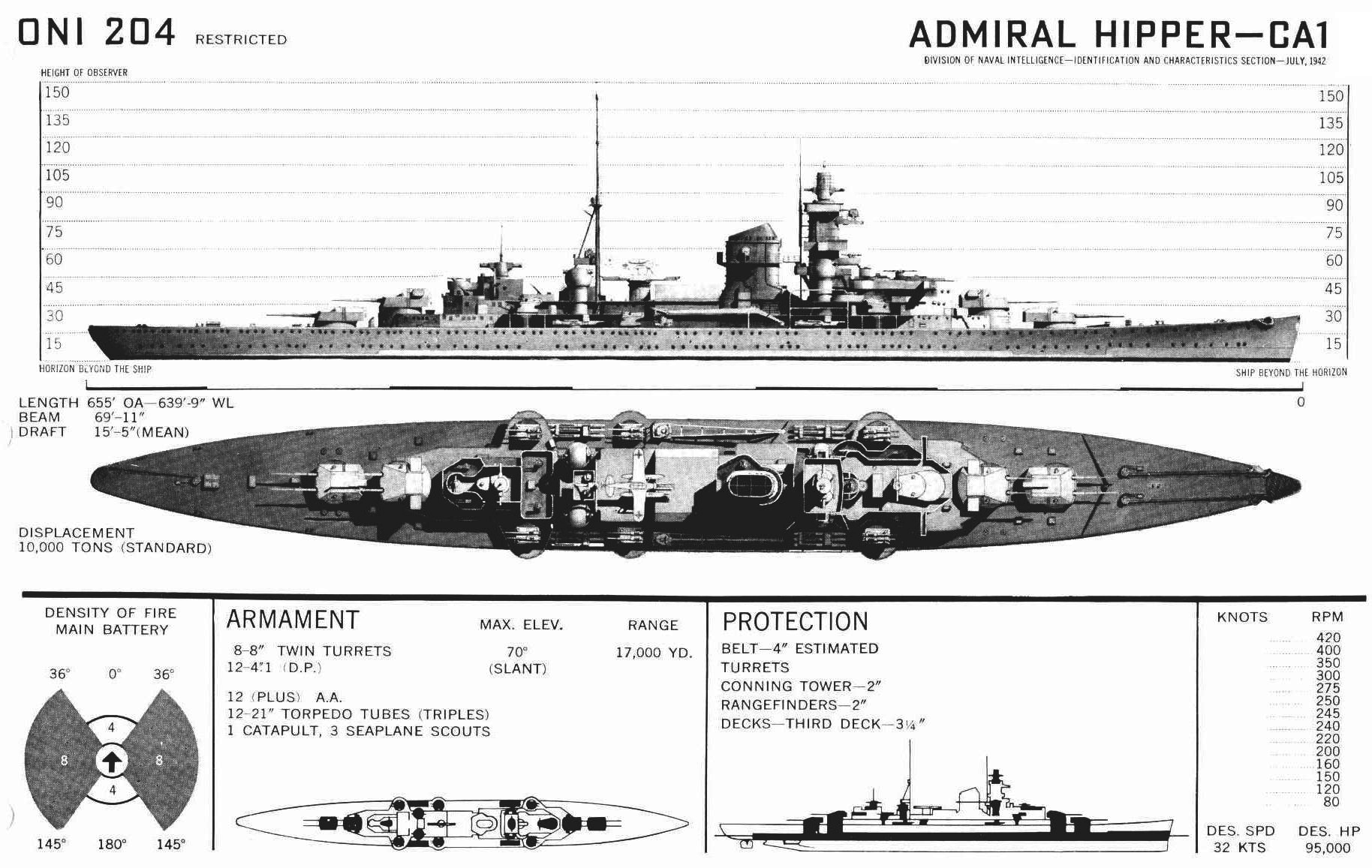
Rysunek rozpoznawczy z czasów II wojny światowej wydawany przez Biuro Wywiadu Marynarki Wojennej, przedstawiający klasę ciężkich krążowników typu Admiral Hipper, stan na styczeń 1942 r.